# 지지대고개
지지대고개(遲遲臺고개)는 경기도 의왕시 왕곡동과 수원시 장안구 파장동 사이에 위치한 고개이다. 국도 제1호선으로 지정된 경수대로가 관통하며, 영동고속도로의 북수원 나들목이 연결되어 있다.
대한민국 프로축구 K리그에는 이 고개의 이름을 딴 지지대 더비라는 경기가 있다.

## 유래
조선 22대왕 정조가 아버지 사도세자의 능인 현륭원에 참배를 하러 갈 때, 아버지의 묘가 내려다보이는 데도 묘까지 가는 시간이 너무 더디게 느껴져 "왜 이리 더딘가"하고 한탄하였다고 한다. 또, 참배를 마치고 한양으로 돌아가는 길에 이 고개를 넘으면 더 이상 아버지의 묘가 보이지 않아, 그리워하는 마음에 안타까워하며 이 고개에서 눈물을 흘리며 한참 지체하였다고 한다. 이에 임금의 행차가 늦어지는 곳이라 하여, 느릴 지(遲)자를 두 번 붙여 지지대라고 부른다고 전해진다.
- 지지대비 - 경기도의 유형문화재 제24호